# Tênis nos Jogos Olímpicos de Verão de 2008 - Duplas femininas
O torneio de duplas femininas nos Jogos Olímpicos de Verão de 2008 em Pequim foi disputado entre 10 e 17 de agosto. O torneio realizou-se em quadras de piso duro do Centro de Tênis Olympic Green.

## Medalhistas
| Ouro   | USA Serena Williams e Venus Williams                 |
| Prata  | ESP Anabel Medina Garrigues e Virginia Ruano Pascual |
| Bronze | CHN Yan Zi e Zheng Jie                               |

## Calendário
| Agosto | 10        | 11        | 12        | 13        | 14        | 15               | 16         | 17                                    |
| Manhã  | 10:30     | 10:30     | 10:30     |           |           |                  |            |                                       |
| Tarde  | 17:00     | 17:00     | 17:00     | 16:00     | 16:00     | 16:00            | 16:00      | 16:00                                 |
| ------ | --------- | --------- | --------- | --------- | --------- | ---------------- | ---------- | ------------------------------------- |
|        | 1ª rodada | 1ª rodada | 1ª rodada | 2ª rodada | 2ª rodada | Quartas de final | Semifinais | Disputa pelo bronze Disputa pelo ouro |